# Ctenochiton cinnamomi
Ctenochiton cinnamomi är en insektsart som beskrevs av Green 1922. Ctenochiton cinnamomi ingår i släktet Ctenochiton och familjen skålsköldlöss.
Artens utbredningsområde är Sri Lanka. Inga underarter finns listade i Catalogue of Life.